# Friedrich Anton Wilhelm Miquel

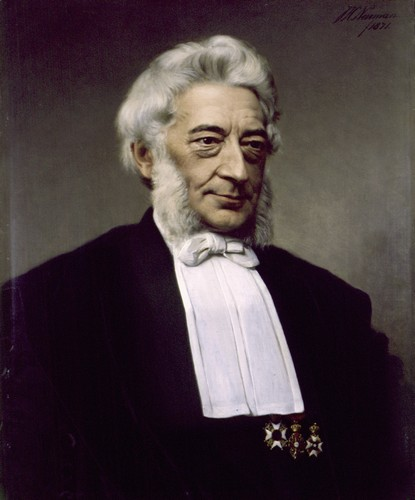
Friedrich Anton Wilhelm Miquel

Friedrich Anton Wilhelm Miquel (ur. 24 października 1811 w Neuenhaus, zm. 23 stycznia 1871 w Utrecht) – holenderski botanik. Był szefem ogrodów botanicznych w Rotterdamie (1835–1846), Amsterdamie (1846–1859) i Utrecht (1859–1871). W roku 1866 został wybrany członkiem Królewskiej Szwedzkiej Akademii Nauk.
Dzięki rozległej sieci korespondentów zgromadził duże zbiory flory pochodzące z Australii i Holenderskich Indii Wschodnich. Opisał wiele roślin australijskich i indonezyjskich. Skrót od nazwiska tego botanika to Miq.